# Congresso dello Stamp Act
Il Congresso dello Stamp Act (7 – 25 ottobre 1765), noto anche come Congresso Continentale del 1765, fu un incontro tenutosi a New York, nell'omonima provincia, fra i rappresentanti di alcune colonie britanniche del Nordamerica. Fu la prima riunione di rappresentanti eletti provenienti da numerose colonie americane per concordare una protesta comune contro l'imposizione fiscale britannica.
Il Parlamento della Gran Bretagna aveva approvato lo Stamp Act, che imponeva l'uso di una carta speciale stampata (e tassata) per i documenti legali, le carte da gioco, i calendari, i giornali e virtualmente per tutti gli affari nelle colonie, con effetto dal 1º novembre 1765.
Il Congresso consisteva in delegati provenienti da nove delle diciotto colonie britanniche nel continente del Nordamerica. Tutte le delegazioni partecipanti provenivano dalle Tredici Colonie che infine formeranno gli Stati Uniti d'America. Sebbene il sentimento di partecipazione al Congresso in alcune delle altre colonie fosse forte, un numero di governatori reali prese dei provvedimenti per prevenire legislazioni coloniali dagli incontri per selezionare i delegati.
Il Congresso si riunì nell'edificio dove ora vi è la Federal Hall e fu tenuto in un tempo di diffuse proteste nelle colonie, alcune violente, contro la realizzazione dello Stamp Act. I delegati discussero e, uniti contro la legge, emisero una Dichiarazione dei Diritti e delle Lamentele nella quale essi sostenevano che il Parlamento non avesse il diritto d'imporre tasse perché esso non prevedeva alcuna rappresentanza delle colonie. Membri di sei delle nove delegazioni sottoscrissero petizioni indirizzate al Parlamento e a Re Giorgio III muovendo obiezioni alle disposizioni dell'Act.
La natura extralegale del Congresso causò allarme nella Gran Bretagna, ma ogni discussione di competenza del congresso fu superata dalle proteste economiche provenienti dai mercanti britannici, i cui affari con le colonie soffrivano delle conseguenze delle proteste e delle loro associate mancate importazioni di prodotti britannici. Le questioni economiche provocarono l'abrogazione, da parte del Parlamento britannico, dello Stamp Act, ma esso approvò nello stesso giorno la Legge Dichiaratoria, per esprimere la propria opinione sulle basi costituzionali create dai coloni; essa stabilì che il Parlamento poteva legiferare, imponendo l'obbligo di rispetto di tali leggi alle colonie americane "in qualsiasi caso".

## Antefatti

Bandiera dei Figli della Libertà

Come conseguenza della Guerra franco-indiana, il Parlamento britannico cercò d'incrementare gli introiti dalle sue colonie d'oltremare, dove i costi della permanenza delle truppe erano divenuti significativi. Il Parlamento approvò dapprima la legge sullo zucchero e quella sulle valute nel 1764, specificatamente orientate a raccogliere denaro per la Corona con un regolamento più stretto sul commercio coloniale. Queste leggi avevano dato origine a proteste da parte dei legislatori coloniali, ma avevano girato intorno all'idea di una tassazione diretta strutturando i loro introiti come accise correlate ai commerci. Il Primo Ministro britannico George Grenville notò al momento dell'approvazione dello Sugar Act che un'imposta di bollo poteva anche essere necessaria, sollevando immediatamente preoccupazioni e proteste nelle colonie.
Con la Legge sul bollo del 1765, il Parlamento tentò per la prima volta di raccogliere denaro con un'imposizione diretta sulle colonie. La legge richiedeva che qualunque tipo di materiale stampato esibisse un bollo (acquistato presso un agente del governo) per mostrare che la tassa era stata pagata. L'uso di carta bollata era richiesto per giornali, libri, documenti del Tribunale, carte commerciali, atti patrimoniali sulla terra, almanacchi, dadi e carte da gioco. L'introito doveva aiutare a finanziare le attività dell'impero, compresi i costi di permanenza delle truppe nelle colonie, senza dover cercare introiti attraverso le assemblee coloniali stabilite, il che aveva una storia di fallimenti.

## Richiesta di Congresso

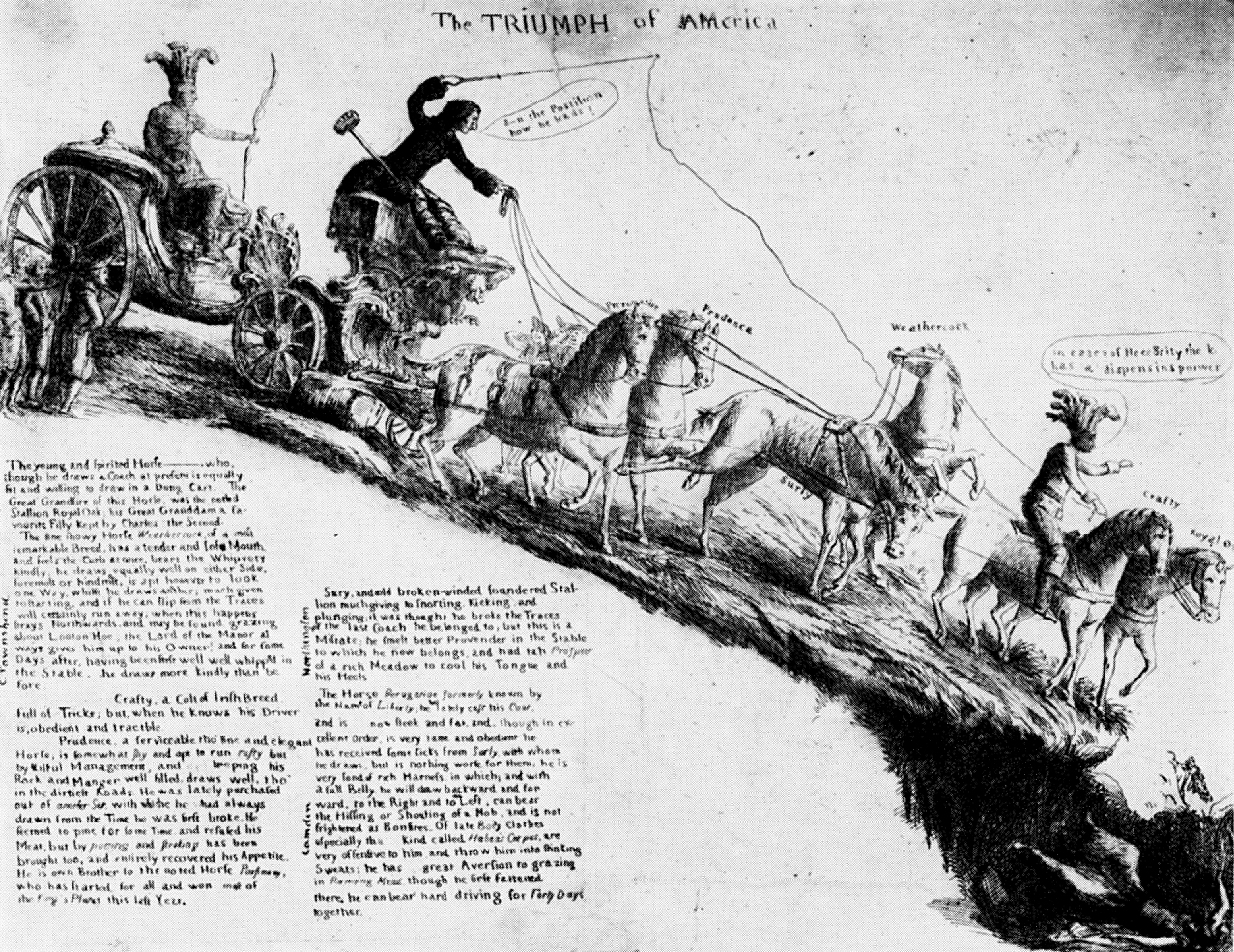
Caricatura imglese sull'abolizione dello Stamp Act

Nel giugno 1765, l'Assemblea del Massachusetts scrisse una lettera, che fu inviata ai legislatori delle "numerose Colonie su questo Continente", per "consultarsi insieme sulle presenti circostanze delle colonie." Nove colonie infine scelsero i delegati per la partecipazione congresso: Massachusetts, Rhode Island, Connecticut, New York, New Jersey, Pennsylvania, Delaware, Maryland e Carolina del Sud. Tutti i delegati selezionati erano membri degli enti legislativi coloniali.
I metodi con i quali furono scelti i delegati risultarono in alcuni casi non ortodossi. Nel Delaware, allora noto come Three Lower Counties (Le tre basse contee) dei proprietari della Pennsilvanya, i membri dell'assemblea tenevano incontri informali in ciascuna delle tre contee, scegliendo in ogni caso gli stessi tre delegati A New York, l'assemblea era stata prorogata ed era stato giudicato improbabile che sarebbe stata convocata dal vicegovernatore Colden, considerata la lettera del Massachusetts. Il Comitato di corrispondenza dell'assemblea, consistente nei delegati di New York City, discusse la lettera e decise in quelle circostanze di assumersi l'autorità di rappresentare la colonia. L'assemblea del Jersey declinò cortesemente la richiesta d'invio di delegati prima dell'aggiornamento del tardo giugno, ma dopo il sentimento politico contro lo Stamp Act divenne più pronunciato, lo Speaker Robert Ogden convocò un'amplissima assemblea straordinaria (poiché solo il Governatore poteva convocarla ufficialmente in sessione) verso fine settembre, che scelse tre delegati. Il Governatore William Franklin fu sorpreso dal fatto ma non intraprese alcuna azione, a parte una protesta per l'incontro insolito. L'assemblea del Maryland fu prorogata a causa dello scoppio di un'epidemia di vaiolo; l'assemblea fu infine convocata in sessione dal Governatore Horatio Sharpe per esaminare la lettera del Massachusetts il 23 settembre, e furono scelti i delegati.
Le colonie che non erano rappresentate al congresso, non inviarono delegati per varie ragioni. Alle assemblee della Virginia e della 
Georgia fu deliberatamente vietato dai loro governatori di partecipare al congresso. Il New Hampshire scelse di non inviare delegati a causa di un'incipiente crisi finanziaria nella colonia; con il tempo alcuni membri delle assemblee cercarono di riconsiderare quelle decisioni, le assemblee furono aggiornate e il Governatore dello New Hampshire, Benning Wentworth, si rifiutò di farlo entrare nella sessione. Il vicegovernatore del Carolina del Nord, William Tryon, aveva prorogato l'assemblea per altri motivi, e non vi erano apparentemente azioni intraprese per richiedere una speciale sessione, nonostante le proteste pubbliche e l'opposizione alla legge da parte dello speaker John Ashe. La Nuova Scozia, che allora comprendeva l'odierna Isola del Principe Edoardo e il New Brunswick, declinò l'invito a inviare delegati nonostante il significativo legame economico con il Massachusetts, una forte presenza di espatriati del New England nella sua assemblea. Dominata da interessi finanziari collegati all'Inghilterra, l'assemblea non considerò neanche una risoluzione di protesta contro lo Stamp Act. Il Quebec, il Newfoundland e l'Est e Ovest Florida non avevano assemblee coloniali e non furono invitate.
Quando le voci sul congresso in corso giunsero a Londra, i Lords of Trade furono così sorpresi che scrissero al re che 
(da Lords of Trade al re)
Le comunicazioni erano così lente che quando il Parlamento ne fu informato, il Congresso sullo Stamp Act era già in sessione. I commissari del commercio fecero anche osservare 
(Commissari del Commercio)

## Prosecuzione

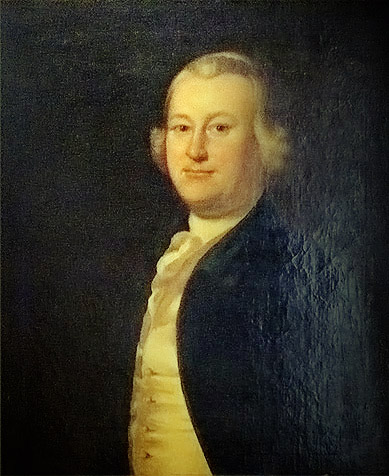
James Otis Jr. (ritratto di Joseph Blackburn), fu considerato da John Adams l'anima del Congresso

I delegati cominciarono ad arrivare a New York verso fine settembre, e un incontro preliminare fu tenuto da quattro delegazioni il 30 settembre; ciò che allora fu discusso non è noto. La prima sessione del Congresso ebbe luogo il 7 ottobre, nella City Hall di New York (oggi nota come Federal Hall). Fu eletto come presidente Timothy Ruggles, un delegato conservatore del Massachusetts, rifiutando per poco James Otis, che John Adams descrisse come l'anima del corpo. John Cotton, il vicesegretario del Tribunale Generale del Massachusetts, cui era stato chiesto dalla delegazione del Massachusetts di tenere una registrazione formale, fu scelto come segretario e responsabile delle registrazioni. La scelta di Ruggles come delegato era stata elaborata dal Governatore del Massachusetts Sir Francis Bernard, 1º Baronetto nella speranza di limitare l'efficacia del congresso. Il suo successo nell'essere eletto presidente fu almeno in parte dovuto alla percezione che Otis, un populista sobillatore, "avrebbe potuto conferire al loro incontro un cattivo contegno."
Le sessioni formali del Congresso sullo Stamp Act furono condotte a porte chiuse benché alcune delle loro attività possono essere state condotte in sessioni informali tenute in caffè e in altri locali nelle sere. Il vicegovernatore Colden, incapace a prevenire l'incontro, lo definì una convention illegale, annotando:
(Vicegovernatore Colden)

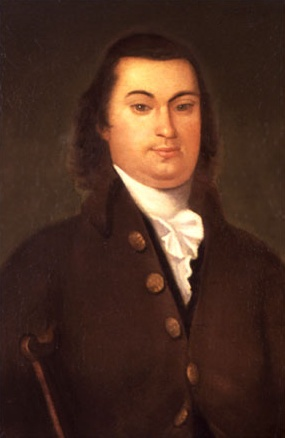
Robert Livingston

Era chiaro che i delegati erano di fatto leali alla Corona. Il delegato di New York Robert Livingston scrisse che il Congresso era stato creato per assicurare l'unità dell'Impero Britannico: 
(Robert Livingston)
Poco si sa sui dibattiti nel congresso. Il giornale congressuale ufficiale, in un'apparentemente deliberata mossa, conteneva solo i meri dettagli delle decisioni ufficiali e nessuno dei partecipanti tenne diari privati. Come risultato, le relazioni sul congresso sono basate su scritture frammentarie da lettere e pubblicazioni contemporanee. In aggiunta all'operato di funzionari selezionatori, le prime sessioni esaminarono le credenziali di ognuna delle delegazioni; nonostante i metodi non ortodossi con i quali alcuni vennero scelti, nessun delegato fu respinto. Essi discussero anche sul come votare, concordando infine che ciascuna delegazione avrebbe avuto la possibilità di un solo voto valido.
I primi sostanziali dibattiti erano concentrati intorno ad argomenti sollevati dallo Stamp Act e dal precedente Sugar Act. I delegati impiegarono un significativo ammontare di tempo, discutendo sulle differenze tra la tassazione diretta ("interna") e la regolazione del commercio (o "tassazione esterna"), e cercando giustificazioni formali all'idea che solo le assemblee coloniali avevano il diritto d'istituire tasse "interne". Molto presto nelle delibere, i delegati concordarono di produrre un'affermazione sui diritti che avrebbe costituito il fondamento per le richieste che il Congresso avrebbe sottoposto al Parlamento e al re. Secondo il delegato del Delaware Caesar Rodney, la redazione delle delibere era resa difficile dal desiderio di bilanciare i diritti dei coloni con le prerogative regali e i poteri attribuiti e riconosciuti come tali al Parlamento.

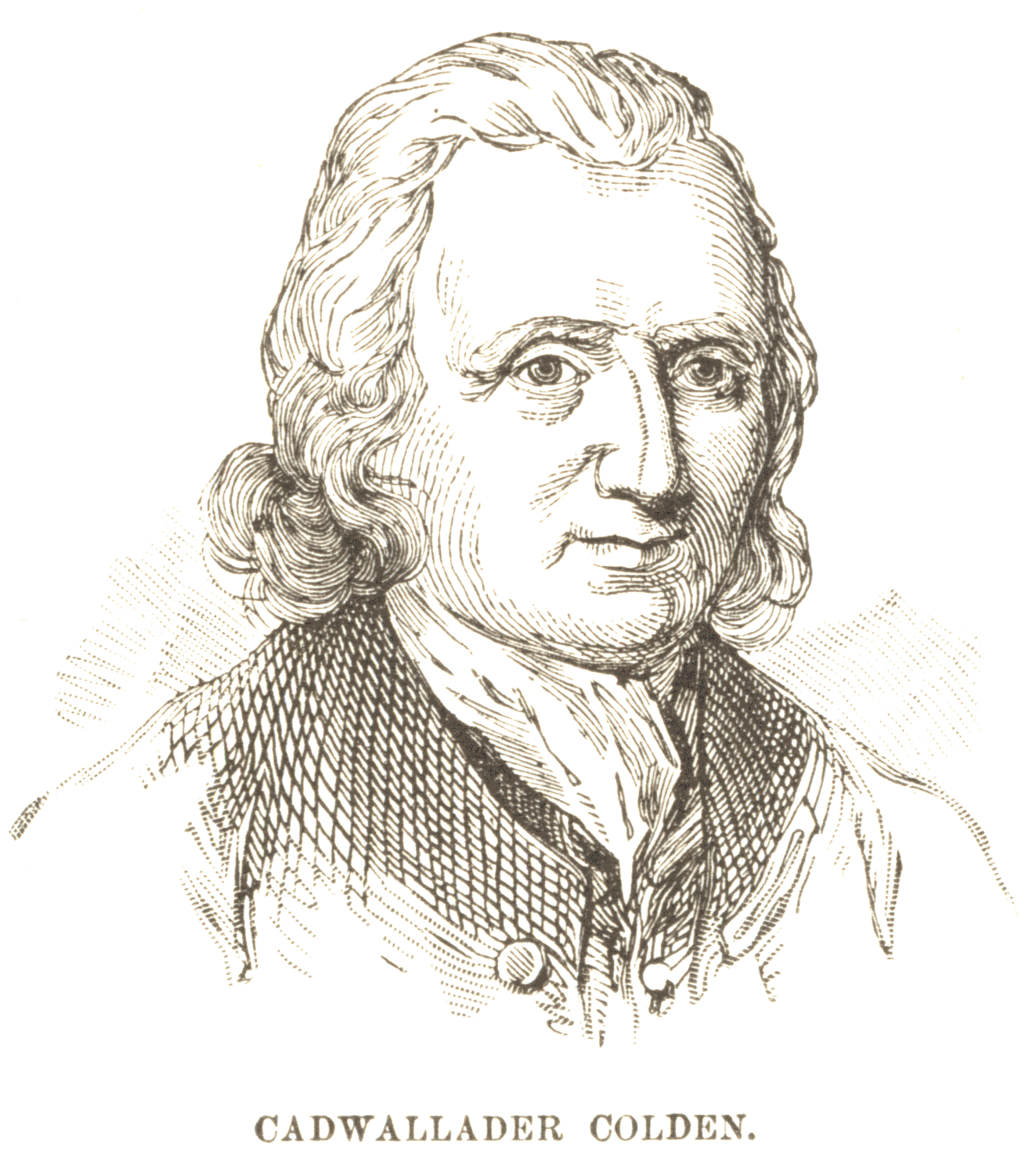
Cadwallader Colden, Governatore di New York in carica, sebbene non autorizzata attraverso il Congresso e quindi illegale.

Il 19 ottobre, i delegati adottarono la Dichiarazione dei Diritti e delle Lamentele, un documento inteso principalmente per i dibattiti politici locali. Nei pochi successivi giorni, comitati separati stesero tre documenti: un indirizzo al re, un memoriale alla Camera dei Lord e una petizione alla Camera dei Comuni. Comitati separati lavorarono in successivi, pochi giorni per stendere questi scritti, che furono accettati, dopo dibattiti e revisioni dai delegati il 22 e il 23 ottobre. Quando la decisione di firmare i documenti fu discussa il 24 ottobre, le cose divennero improvvisamente più complicate. Le delegazioni del Connecticut e della Carolina del Sud si rifiutarono di firmare i documenti, citando le loro istruzioni che specificatamente negavano loro tale potere. Anche la delegazione di New York si rifiutò, citando l'informalità con la quale erano stati scelti. Da parte delle altre sei delegazioni, Robert Ogden del New Jersey e Ruggles del Massachusetts si rifiutarono entrambi di firmare, opponendo un "caldo" argomento. Ruggles infine osservò che nessuno aveva firmato i documenti e che essi invece avrebbero dovuto essere inviati senza firme alle assemblee coloniali. Otis puntualizzò che l'assemblea del Massachusetts aveva autorizzato la sua delegazione a sottoscrivere qualsiasi documento concordato e che i suggerimenti di Ruggles minavano gli scopi del congresso a presentare un fronte unito.
Sebbene gli altri delegati delle sei colonie avessero firmato la petizione, Ruggles e Ogden non lo fecero ed entrambi furono convocati dalle loro rispettive assemblee per giustificare il loro comportamento. Ruggles, in sua difesa, ammise di essersi opposto alla sostanza dei documenti e Ogden sostenne che egli riteneva che delle petizioni separate sarebbero state più efficaci che una sola congiunta (altri fecero notare che il Parlamento aveva già ignorato tali petizioni.) Ruggles e Thomas McKean avevano un'opinione irritata in materia, al punto che Ruggles sfidò McKean a duello. Il duello non ebbe luogo e Ruggles lasciò New York il mattino presto del giorno successivo. Il Congresso si riunì ancora il 25 ottobre, quando la petizione fu firmata e furono approntate delle versioni per la trasmissione di alcuni fra quei documenti all'Inghilterra e approntate delle copie per le colonie che non avevano partecipato.

## Dichiarazioni e petizioni
La Dichiarazione dei Diritti contiene quattordici capoversi, i primi sei stabiliscono i criteri di base, proclamando lealtà alla corona e affermando che secondo i Diritti degli Inglesi e più in generale la "libertà di un popolo", solo rappresentanti scelti dai coloni avevano il diritto di imporre delle tasse.
Il settimo capoverso afferma che i Diritti degli Inglesi attribuiscono a tutti i coloni il diritto a un processo con una giuria. I rimanenti capoversi contestano lo Stamp Act come anticostituzionale; esprimono le conseguenze economiche, che, fra l'altro, ridurrebbero i commerci a danno dei produttori inglesi e reiteravano i diritti dei coloni a presentare petizioni alla Corona e al Parlamento.
Le petizioni dirette alla Camera dei Lord e al re erano scritte in toni adulatori, affermando con cortesia le libertà di cui i coloni godevano in quanto soggetti britannici ed esprimendo la speranza che essi li avrebbero mantenuti.
La petizione ai Lord riconosceva specificatamente la "dovuta Subordinazione a questo Augusto Ente il Parlamento britannico". In contrasto, la petizione indirizzata alla Camera dei Comuni era più dettagliata, avanzando argomenti economici contro lo Stamp Act e richiedendo l'annullamento della legislazione che creava un tribunale del vice-ammiragliato privo di giuria ad Halifax. Esso reiterava anche la supremazia del Parlamento.

## Reazioni
Copie delle petizioni lasciarono New York su due navi, compresa una che era arrivata durante il Congresso, portando carta stampata. Lord Dartmouth, il segretario coloniale, respinse la petizione ai Lord, dicendo che si trattava di un documento "inappropriato". La Camera dei Comuni citò numerosi motivi per non prendere in considerazione la petizione, compreso quello che la petizione era stata presentata da un'assemblea inconstituzionale, che essa negava il diritto del Parlamento di imporre tasse, e l'accettazione della petizione avrebbe costituito un'ammissione che il Parlamento aveva sbagliato. Il debole Primo Ministro Rockingham, sforzandosi di cercare appoggio contro gli oppositori politici, mise insieme gli interessi dei mercanti in opposizione allo Stamp Act, e il 18 marzo 1766 fu sconfitto principalmente dalla forza degli argomenti economici portati avanti da questi interessi. Per indirizzare le argomentazioni costituzionali sollevate dalle proteste nordamericane, il Parlamento approvò anche l'Atto dichiaratorio, rivendicando l'autorità di legiferare per le colonie "in tutti i casi".

## Retaggio
Questo Congresso è generalmente visto come una delle prime azioni organizzate e coordinate politicamente della Rivoluzione americana benché i suoi partecipanti non fossero affatto interessati all'indipendenza dalla Gran Bretagna. Nonostante le significative differenze politiche e i disaccordi fra le Tredici colonie, le tensioni provocate dalla dura risposta parlamentare del 1773 al Boston Tea Party diedero origine alla convocazione del Primo congresso continentale, che produsse una risposta unitaria alle Leggi intollerabili del 1774. Colonie quali il Quebec e la Nuova Scozia, che fecero solo una moderata opposizione allo Stamp Act, continuarono ad agire con moderazione attraverso le proteste emergenti e rimasero leali alla Gran Bretagna durante la Guerra d'indipendenza americana.
La maggior parte dei documenti ufficiali del Congresso non sono rimasti. Una copia del suo Giornale, dalle carte di Caesar Rodney, sopravvive nella biblioteca dell'Università Rowan a Glassboro, nel New Jersey, e ne esiste una seconda negli archivi di stato del Connecticut. La copia del Maryland del giornale, sebbene l'originale sia andato perduto, fu trascritta negli atti della sua assemblea e stampata nel 1766. Contraddizioni dentro e tra i documenti rendono incerto se si tratta di un'accurata rappresentazione del giornale ufficiale (che era stato probabilmente portato nel Massachusetts ma non fu rinvenuto da Weslager nelle sue ricerche).

## Delegati
| Nome                                                      | Provincia                                | Note |
| --------------------------------------------------------- | ---------------------------------------- | --- |
| William Bayard                                            | New York                                 | Bayard, 38 anni, fu un mercante benestante di New York City. Quando scoppiò la guerra d'indipendenza americana, egli si schierò con i lealisti, creando un reggimento per l'esercito britannico. Le sue terre furono confiscate ed egli morì in Inghilterra nel 1804. |
| Joseph Borden                                             | New Jersey                               | Borden, 46 anni, era un mercante, gran proprietario terriero, era reputato uno dei più ricchi uomini del New Jersey. Suo padre fondò Bordentown, nel New Jersey. |
| Metcalf Bowler                                            | Rhode Island e Piantagioni di Providence | Bowler, 39 anni, fu un proprietario terriero nato a Londra e un mercante. Nonostante una manifesta simpatia per la rivoluzione a quel tempo; nel XX secolo fu smascherato come spia per i britannici durante la rivoluzione. |
| George Bryan                                              | Pennsylvania                             | Bryan, un irlandese immigrato di circa 34 anni di età, era un uomo d'affari di Filadelfia. Successivamente divenne membro della Corte Suprema della Pennsilvania. |
| John Cruger                                               | New York                                 | Cruger, 55 anni, fu Sindaco di New York City e aveva una lunga storia di servizio pubblico. |
| John Dickinson                                            | Pennsilvania                             | Dickinson, 33 anni, era un avvocato proveniente da una famiglia benestante attiva nella politica della Pennsylvania e del Delaware. Più tardi divenne uno dei Padri fondatori degli Stati Uniti d'America, scrittore delle influenti Letters from a Farmer in Pennsylvania, partecipò alla redazione degli Articoli della Confederazione e firmatario della Costituzione. |
| Eliphalet Dyer                                            | Connecticut                              | Dyer, 44 anni, fu un avvocato e uno speculatore terriero. Fu infine nominato giudice nel Connecticut, divenendo ministro della Giustizia dopo l'indipendenza e fu delegato al Congresso continentale. |
| Hendrick Fisher                                           | New Jersey                               | Un predicatore laico e agricoltore di successo di Bound Brook, nel New Jersey, Fisher (ritenuto sessantenne al tempo del Congresso) immigrato dall'Elettorato del Palatinato (oggi Germania) da bambino. Egli rappresentò la Contea di Somerset nell'assemblea per molti anni.                                                                                            |
| Christopher Gadsden                                       | Carolina del Sud                         | Gadsden, 41 anni, fu un benestante mercante di Charleston e proprietario di piantagioni. Fu un'importante figura nei Figli della Libertà della Carolina del Sud e più tardi prestò servizio nell'Esercito continentale. |
| William Johnson                                           | Connecticut                              | Johnson, 38 anni, fu un avvocato neutralista che successivamente fu un delegato presso la Convenzione di Filadelfia del 1787. |
| Leonard Lispenard                                         | New York                                 | Lispenard, 49 anni, fu un benestante commerciante di New York City di discendenza ugonotta. Successivamente divenne un leader nei Sons of Liberty di New York. |
| Philip Livingston                                         | New York                                 | Livingston, 49 anni, fu un a membro della potente famiglia Livingston e un politico e uomo d'affari di successo. Egli sostenne l'independenza durante la Guerra Rivoluzionaria. Il delegato Robert Livingston era suo cugino. |
| Robert Livingston                                         | New York                                 | Livingston, 47 anni, era uno dei maggiori proprietari terrieri della provincia, giudice presso la Suprema Corte di New York, e cugino del delegato Philip Livingston. Morì nel 1775. |
| Thomas Lynch                                              | Carolina del Sud                         | Lynch, 38 anni, era uno dei maggiori proprietari terrieri della Carolina del Sud. Amico del co-delegato Christopher Gadsden, divenne poi un attivo sostenitore dell'indipendenza; morì nel 1776. |
| Thomas McKean                                             | Delaware                                 | McKean, 31 anni, fu giudice ed avvocato di New Castle. Prestò servizio nel Congresso Continentale e fu un sostenitore dell'indipendenza. Fu uno dei principali redattori degli Articoli della Confederazione. |
| John Morton                                               | Pennsylvania                             | Morton, 41 anni, fu un fattore di successo e supervisore. Prestò servizio nel Congresso Continentale e firmò la Dichiarazione di Indipendenza. |
| William Murdock                                           | Maryland                                 | Murdock, 55 anni, fu uno dei maggiori proprietari terrieri e sceriffo della of Contea di Prince George nel Maryland. Morì nel 1769. |
| Robert Ogden                                              | New Jersey                               | Ogden, compì 49 anni durante il Congresso, fu speaker dell'assemblea del New Jersey e uno dei maggiori proprietari terrieri. Fu uno dei due delegati che si rifiutarono di firmare le petizioni del congresso per motivi politici personali. |
| James Otis                                                | Massachusetts                            | Otis, 40 anni, fu un avvocato proveniente da una famiglia con una lunga storia di opposizione politica alla famiglia del vicegovernatore Thomas Hutchinson. Era ritenuto dai più colui che aveva popolarizzato la frase no taxation without representation (niente tassazione senza rappresentanza) in risposta alla legge parlamentare sulle tasse.                      |
| Oliver Partridge                                          | Massachusetts                            | Partridge, 53 anni, un avvocato formato a Yale, legislatore del Massachusetts, gran proprietario terriero, ufficiale della milizia, proveniente da una famiglia patrizia del Massachusetts orientale. Politicamente un lealista, egli rimase neutrale durante la Guerra Rivoluzionaria, mantenendo la sua terra e il rispetto dei vicini patrioti.                        |
| Thomas Ringgold                                           | Maryland                                 | Ringgold, 50 anni, fu un mercante e proprietario terriero della Riva orientale del Maryland. Morì nel 1772. |
| Caesar Rodney                                             | Delaware                                 | Rodney, 37 anni, fu un proprietario terriero, politico e comandante della milizia della Contea di Kent nel Delaware. Durante la guerra rivoluzionaria, fu attivo nel sopprimere i sentimenti lealisti nel Delaware, firmò la Dichiarazione d'Indipendenza e fu presidente del Delaware dal 1778 al 1781.                                                                  |
| David Rowland                                             | Connecticut                              | Rowland, 51 anni, fu un legislatore che aveva studiato a Yale e giudice da Fairfield. Morì nel 1768. |
| Timothy Ruggles                                           | Massachusetts                            | Ruggles, 54 anni, fu un avvocato conservatore con una lunga storia di pubblico servizio. Quando scoppiò la Guerra Rivoluzionaria egli rimase leale alla Corona e lasciò Boston per la Nuova Scozia. |
| John Rutledge                                             | Carolina del Sud                         | Rutledge era il più giovane dei delegati (26 anni). Procuratore generale della provincia al tempo del Congresso, più tardi prestò servizio in una varietà di ruoli pro-indipendenza nella Carolina del Sud e fu due volte nominato presso la Suprema Corte (come giudice associato nel 1791 e come Presidente della Corte nel 1795).                                      |
| Edward Tilghman                                           | Maryland                                 | Tilghman, 54 anni, proveniente da una potente famiglia del Maryland, aveva prestato servizio in vari pubblici uffici per alcuni anni. Fu uno dei membri attivi e dei capi del partito abolizionista nell'assemblea provinciale, della quale più tardi fu speaker. |
| Henry Ward                                                | Rhode Island                             | Ward, 33 anni, proveniva da una famiglia benestante e politicamente potente. Lui e suo fratello Samuel, che fu governatore del Rhode Island al tempo del congresso, entrambi sostennero l'indipendenza. |
| Fonte (salvo diversa indicazione): Weslager, pp. 107–108. |                                          | |

Jacob Kollock fu anche scelto per rappresentare le contee del Delaware ed è noto per essere andato a New York, ma non vi sono atti che attestino la sua partecipazione a sessioni ufficiali del Congresso. Joseph Fox, speaker dell'assemblea della Pennsylvania, fu anche prescelto come delegato, ma decise di non partecipare a causa delle condizioni richieste in Pennsylvania per la sua presenza colà. Samuel Adams è spesso erroneamente elencato come delegato, ma non è presente nell'elenco dei delegati.
Timothy Ruggles fu presidente dello Stamp Act Congress. John Cotton, che non era un delegato, funse da segretario.